# The Fifth Elephant
The Fifth Elephant é o vigésimo quarto romance da saga Discworld, de Terry Pratchett. Neste livro, Sam Vimes irá para a região de Überwald como embaixador para dialogar com quem será o novo Rei de Baixo (rei dos anões). Neste romance é inserido um sistema de telegrafia óptica de longa distância no universo de Discworld, o sistema clacks.

## Enredo
A agitação entre anões em Ank-Morpork se multiplica, porque em breve um novo Rei de Baixo (o rei de todos os anões) será coroado. E, pela primeira vez, este não seria um drudak'ak (anão), um conservador guardião enanil anão da lei, e não vai para a luz do sol;  impotente para a superfície (ele diz no livro, que druadak'ak tradução aproximada é "não ir muito ao ar livre "). Eles acreditam que a maneira drudak'ak é a única maneira em que um verdadeiro anão deve se comportar, e por isso, quando estes aparecem na cidade, juntamente com a eleição do novo rei de baixo , uma distensão entre estes dois modos ocorre para viver.
Sua Graça o duque de Ankh-Morpork, Sir Samuel Vimes, Comandante da Patrulha da Cidade, é enviado para a coroação em qualidade de representante diplomático da cidade de Ankh-Morpok, após o diplomata atribuído a Überwald é misteriosamente assassinado. Com ele vai Detritus o sargento da guarda Troll, Cereja Littlebottom (Jovial Culopequeño em castelhano), um anão (mostrando abertamente que ela pertence ao sexo feminino, algo completamente inadequado como a drudak'ak) Angua von Überwald um lobisomem (embora este desaparece pouco antes de a delegação deixar a Überwald), e um representante do escritório do Patricio, Escupemadera, um membro da Guilda dos Assassinos de Ankh-Morpork.
Uma vez em Überwald, as relações com os anões, vampiros e lobisomens, revelam -se  muito diferentes das reações esperadas na cidade de Ankh-Morpork. E como sempre, onde é enviado Samuel Vimes, é que ele não tenha cometido qualquer crime grave. Neste caso, foi o destino bun, uma almofada de pão em que a Baixa Real fica a emitir pareceres kruk (lei anão) e um verdadeiro símbolo enanil mais importante, também conhecido como "a coisa e o Tudo. "
Enquanto isso, Cenoura Ironfoundersson com a ajuda de Gaspode, é lançado em busca de Angua, que quer parar seu irmão fugitivo Wolfgang (também um lobisomem), um nativo da cidade de Überwald para onde o partido está indo. O desaparecimento de guarda cenoura deixa o seguinte oficial na hierarquia no comando da guarda ... Fred Colon, a quem a acusação torna-o mal, fazendo-o paranóico e excessivamente rigorosa, causando muitos problemas dentro da guarda.
O romance dá muitos detalhes da sociedade de lobisomens, incluindo o conceito de yennorks (lobisomens que não podem se transformar, eles permanecem em sua forma humana ou de lobo permanentemente). Também se vê com detalhes a sociedade enanil.

## Traduções
- Петият слон (Pětijat Slon) (Búlgaro)
- Paty Elephant (Czech)
- De Vijfde olifant (holandês)
- Viies Elevant (estoniano)
- Viides elefantti (finlandês)
- Le Cinquième elefante (francês)
- Fünfte Der Elefant (Alemão)
- Piaty Elefant (polonês)
- Пятый элефант (russo)
- Den femte elefanten (sueco)